# Съни на алеята на славата
„Съни на алеята на славата“ (на английски: Sonny with a Chance) е американски комедиен сериал по Дисни Ченъл.

## Излъчване
| Сезон | Сезон | Епизоди | Начало на сезона | Край на сезона  |
| ----- | ----- | ------- | ---------------- | --------------- |
|       | 1     | 21      | 8 февруари 2009  | 22 ноември 2009 |
|       | 2     | 26      | 14 март 2010     | 2 януари 2011   |

## Сюжет
Съни Монро живее в Уисконсин с майка си, но се премества да живее в Холивуд с надеждата да сбъдне мечтата си, като участва в телевизионното шоу „Оттук – Оттам“. Тя се запознава с Тоуни Харт, Грейди Мичъл, Нико Харис и Зора Ланкастър. Става тяхна приятелка и участва в шоуто. Съни е фенка на телевизионната звезда Чад Дилън Купър, но не след дълго разбира, че Чад Дилън Купър е звездата на „Макензи Фолс“, основният конкурент на „Оттук – Оттам“.

## Герои
- Съни Монро (Деми Ловато) – Най-новата в „Оттук – Оттам“. Много забавна и мила. Първо си съперничат с Тоуни, но после стават приятелки. Преместила се е от Уисконсин. Харесва Чад Дилън Купър. Страстна почитателка на „Оттук – Оттам“, подготвена за всичко отива в Холивуд.

- Тоуни Харт (Тифани Торнтън) – Преди най-известната, сега малко завижда на Съни заради популярността ѝ и забавния ѝ характер. Гордее се със себе си и с красотата си. Тоуни завижда на Съни за доброто ѝ представяне на първа сцена и за доброто ѝ впечатление, което прави. Тя обича себе си и винаги иска да изглежда прекрасно.

- Грейди Мичъл (Дъг Брочу) – Приятел на Нико, обича да яде. Заедно с Нико често правят шеги.

- Нико Харис (Брендън Майкъл Смит) – Повечето от странните идеи са негови. Приятел е на Грейди. Обича да прави шегички.

- Зо̀ра Ланкастър (Алисън Ашли Арм) – Най-малката и най-странна участничка в „Оттук – Оттам“. Хрумват ѝ наистина хитри идеи. Много е умна.

- Чад Дилън Купър (Стърлинг Найт) – Завладян от славата си и сериала „Водопадът Маккензи“, той е против шоуто „Оттук – Оттам“. Харесва Съни, но не си го признава. Обича да използва хората. Мисли се за по-известен от Съни Монро.

## Награди
| Година | Награда                                         | Категория                        | За                  | Резултат  |
| ------ | ----------------------------------------------- | -------------------------------- | ------------------- | --------- |
| 2009   | Teen Choice Awards                              | Choice TV – Breakout Star Female | Деми Ловато         | спечелена |
| 2009   | Nickelodeon Australian Kids' Choice Awards 2009 | avorite Comedy Show              | Sonny With a Chance | номинация |
| 2010   | Nickelodeon 2010 Kids' Choice Awards            | Favorite TV Show                 | Sonny With a Chance | номинация |

## В България
В България сериалът започва излъчване на 5 декември 2009 г. по Disney Channel. На 11 септември 2010 г. започва втори сезон.
На 3 юли 2011 г. започва повторно излъчване по Нова телевизия.

### Дублажи

#### Войсоувър дублаж
| Озвучаващи артисти  | Ирина Маринова Златина Тасева Даниел Цочев Станислав Димитров |
| Преводач            | Яна Накова                                                    |
| Режисьор на дублажа | Михаела Минева                                                |

#### Нахсинхронен дублаж
| Роля           | Изпълнител       |
| -------------- | ---------------- |
| Съни           | Мариета Петрова  |
| Грейди Мичъл   | Иван Велчев      |
| Нико Харис     | Явор Караиванов  |
| Зо̀ра Ланкастър | Татяна Етимова   |
| Г-ца Битърман  | Милица Гладнишка |
| Други гласове  | Тодор Георгиев   |

| Обработка              | Александра Аудио |
| ---------------------- | ---------------- |
| Изпълнителен продуцент | Васил Новаков    |